# Ōkuma Shigenobu
Pour les articles homonymes, voir Okuma (homonymie).
Ōkuma Shigenobu est un nom japonais traditionnel ; le nom de famille (ou le nom d'école), Ōkuma, précède donc le prénom (ou le nom d'artiste).
Ōkuma Shigenobu, 1er marquis Ōkuma (大隈 重信), né le 11 mars 1838 et mort le 10 janvier 1922, est un homme d'État japonais.

## Biographie

### Jeunesse
Son père est officier dans l'armée, originaire de l'ancien domaine féodal de Saga (actuelle préfecture du même nom). Ōkuma Shigenobu étudie la littérature chinoise dans son enfance. Il apprend aussi l'anglais et le néerlandais.

### Carrière politique
Il occupe divers ministères lors de sa carrière :
- Ministre des finances
- Ministre de l'Agriculture
- Ministre des affaires étrangères.

En tant que ministre des Finances, il est chargé de l'uniformisation de la monnaie et de la mise en place de la Monnaie du Japon.
En 1889, alors ministre des Affaires étrangères, il perd une jambe dans un attentat à la bombe orchestré par le groupe ultranationaliste Gen'yōsha. Il renégociait alors les traités inégaux imposés au Japon par les puissances occidentales mais le traité qu'il mettait en avant était trop conciliant pour ce groupe.
Il fonde plusieurs partis politiques : le Rikken Kaishintō en 1882, le Shinpotō en 1896 et le Kenseitō en 1898.

### Activité en tant que Premier ministre
Il est le 8e premier ministre du Japon entre le 30 juin 1898 et le 8 novembre 1898, et le 17e premier ministre entre le 16 avril 1914 et le 9 octobre 1916. Son deuxième mandat est à la demande de l'empereur Taisho à la suite de la chute du gouvernement précédent lors du scandale Siemens.
Il est le premier chef de gouvernement japonais à n'être pas issu de l'un des deux grands domaines du hambatsu, ceux de Chōshū et de Satsuma qui dominent la vie politique, administrative et militaire du Japon depuis le début de l'ère Meiji. Il s'oppose tout particulièrement d'abord au gouvernement du hambatsu et des genrō (notamment à Hirobumi Itō, durant l'ère Meiji), puis aux militaires de la gunbatsu au début de l'ère Taishō, et milite pour l'avènement d'une démocratie parlementaire. Partisans d'un rapprochement avec le Royaume-Uni, il fait entrer son pays dans la Première Guerre mondiale aux côtés de la Triple-Entente contre l'Empire allemand et la Triplice.

### Création de l'université Waseda
Il fonde la prestigieuse université Waseda en 1882, à laquelle il se consacre quand il n'est pas Premier ministre, jusqu'à sa mort.